# Colibri à plastron noir
Oreotrochilus melanogaster
Espèce
Statut de conservation UICN

 LC  : Préoccupation mineure
Statut CITES
Le Colibri à plastron noir (Oreotrochilus melanogaster) est une espèce de colibris de la sous-famille des Lesbiinae et de la tribu des Lesbiini.

## Distribution
Le colibri à plastron noir est endémique au Pérou.

Carte de répartition de l'espèce